# ラーコーツィ・フェレンツ2世
ラーコーツィ・フェレンツ2世（II. Rákóczi Ferenc, 1676年3月27日 - 1735年4月8日）は、ハンガリーの大貴族で、反ハプスブルク独立戦争の指導者。ハンガリー王国等族連盟の統治首長（fejedelem、在位：1705年 - 1711年）、独立国家トランシルヴァニア公国の君主を務めた。ハンガリー王国では最も富裕な領主であり、1694年以後はシャーロシュ伯爵の称号を帯びた。金羊毛騎士団の騎士でもあった。現在、ハンガリーの国民的英雄とされている。

## 生涯

### 幼少期
1676年、トランシルヴァニア公の称号を持つラーコーツィ・フェレンツ1世と、クロアチア太守ペータル・ズリンスキの娘で、勇将ニコラ・ズリンスキの姪にあたるズリーニ・イロナ（イェレナ）との間に3番目の子供として生まれた。ラーコーツィ家は父のみならず、高祖父ラーコーツィ・ジグモンドを始め曾祖父のラーコーツィ・ジェルジ1世、祖父のラーコーツィ・ジェルジ2世もトランシルヴァニア公に選ばれた名門の家柄だった。しかし、祖父は失政からオスマン帝国の介入を招き戦死、父は公位を継げなかった上、1670年のハプスブルク家に対するヴェッシェレーニ陰謀に関与したため立場は良くなかった。
兄のジェルジは生まれてすぐに亡くなっており、次男のフェレンツが家長を引き継ぐことになっていた。他の兄弟姉妹に4歳年上の姉のユリアナ（hu）がいた。
生後4ヵ月の時に父が急死、母イロナはハプスブルク家の神聖ローマ皇帝レオポルト1世に代わる2人の子供の新しい後見人を探し始めた。しかし、皇帝の顧問官は、フェレンツ1世が生前の遺言で皇帝にフェレンツ2世と姉ユリアナを託したため、後見人は皇帝が引き続いて務めると主張した。母と皇帝との後見をめぐる対立はますます深くなっていたが、皇帝が後見人のまま、イロナは子供を養育することを認められた。
一家はラーコーツィの祖母バートリ・ジョーフィア（hu）が亡くなる1680年まで、ムンカーチ城（現在のウクライナ領ムカーチェヴェ）、シャーロシュパタク、レジェツで暮らし、ラーコーツィは幼い日々を過ごしたムンカーチに生涯強い愛着を抱いていた。幼年期を過ぎて母の傍を離れると、一家の家老役を務めるケーレシ・ジェルジとバディニ・ヤーノシュが傅育係を任された。

### テケリ蜂起の失敗以後
1682年に母はハンガリーの大貴族テケリ・イムレと再婚した。テケリは継息子ラーコーツィの教育にほとんど関心を抱かなかったが、それは彼がハプスブルク帝国に対して起こした大規模な反乱の指導者として多忙なためだった。
しかし、1683年に第二次ウィーン包囲でオスマン帝国がハプスブルク軍に敗退すると、オスマン帝国の支援で上部ハンガリー（現在のスロバキア）の王となろうというテケリの目論見は挫折した。テケリは保全を求めて一時レオポルト1世と交渉したことがオスマン帝国に忠誠心を疑われ、忠誠心を示すため幼いラーコーツィを人質としてイスタンブールに送ると約束したが、息子を手放したくないイロナの反対でこの約束は反故にされた。その後テケリはオスマン帝国に協力して大トルコ戦争でハプスブルク家の遠征軍と戦ったが、帝国と共に劣勢になり没落した。
1686年、皇帝軍の司令官の1人アントニオ・カラファ将軍（hu）はムンカーチ城を包囲した。イロナは3年間城を守ったが、1689年に降伏した。ラーコーツィと姉ユリアナは再び皇帝レオポルト1世の後見下におかれ、母親と共にウィーンに連れてこられた。一家は財産を取り戻すことが出来たが、皇帝の許可なしにはウィーンを離れることは禁じられた。

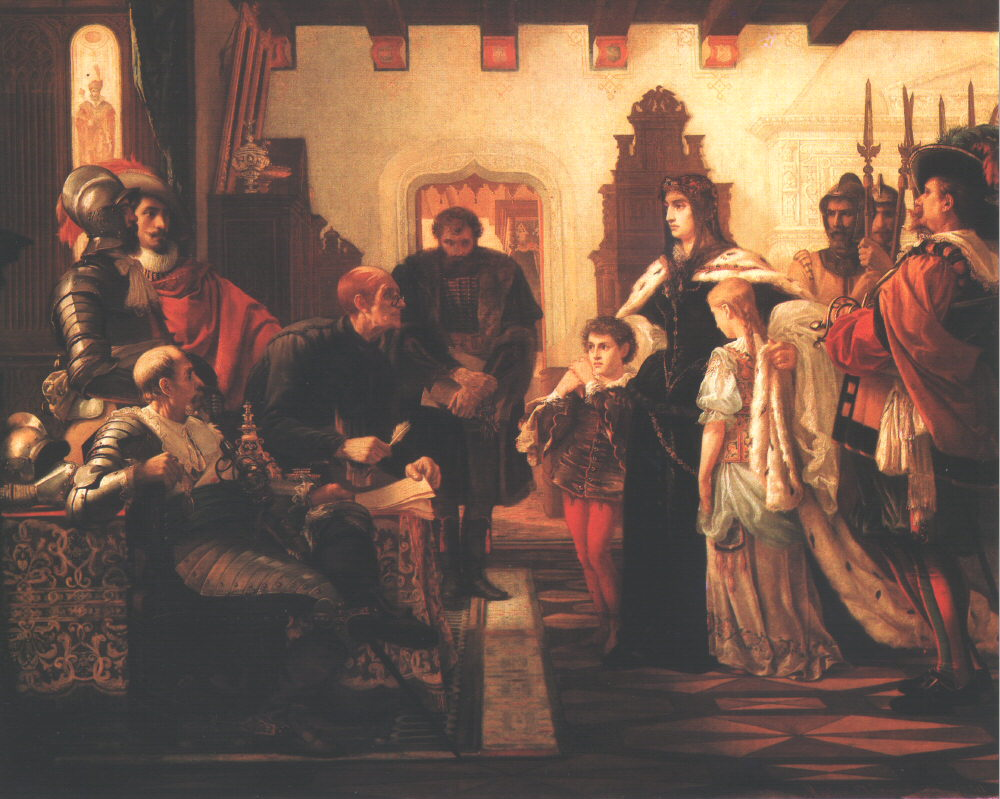
降伏後のムンカーチ城で、皇帝軍の前に引き出されたイロナと2人の子供達

ラーコーツィが17歳になると、皇帝は一家の財産の管理権を母からラーコーツィに移した。ユリアナは宮廷に仕える裕福なベルギー人貴族フェルディナン・ゴベール・ダスプルモン＝リンデン伯爵と結婚した後、弟のために様々な便宜を図ろうと務めた。ラーコーツィは姉夫婦と暮らしていたが、1694年9月、ドイツ諸侯のヘッセン＝ヴァンフリート方伯カール（de）の娘シャルロッテ・アマーリエと結婚すると同時に独立した。ラーコーツィはシャーロシュパタクの一家の居城で新婚生活を送り、自分の領地・財産を管理するようになった。
1699年1月28日、カルロヴィッツ条約が結ばれると同時に、継父テケリと母は亡命を余儀なくされた。ラーコーツィは皇帝の監督下におかれウィーンに残った。広範な反ハプスブルク感情を頼みとして、テケリの率いていた農民軍の残党はトカイ＝ヘジャリャ地方（現在のハンガリー北東部、ラーコーツィ家の所領の一部）で反乱を起こした。反乱軍はトカイ、シャーロシュパタク、シャートラリャウージヘイのラーコーツィの持ち城を占拠し、ラーコーツィに指導者となってくれるよう頼んだが、ラーコーツィは小規模な農民一揆と大差ない反乱の首謀者にされるのを嫌がり、ウィーンに戻って反乱との関わりを否定し、身の潔白を証明した。
やがて、ラーコーツィは自分の所領の隣合うウングヴァール（現在のウクライナ領ウージュホロド）を所有するベルチェーニ・ミクローシュ伯爵（hu）と友人になった。ベルチェーニはハンガリー王国で3番目に裕福な貴族で、非常に高い教養を積んだ人物であり、ハンガリー上級貴族の多くと親戚関係にある有力者だった。ベルチェーニはハプスブルク絶対主義に支配されつつあるハンガリーを憂えており、上級貴族を中心としたハンガリーの政治主権の回復を望んでいた。ラーコーツィはベルチェーニの考えに感化され、ハンガリー独立のために戦ってきた一族の伝統を受け継ぐべきだと思うようになった。

### ラーコーツィ蜂起

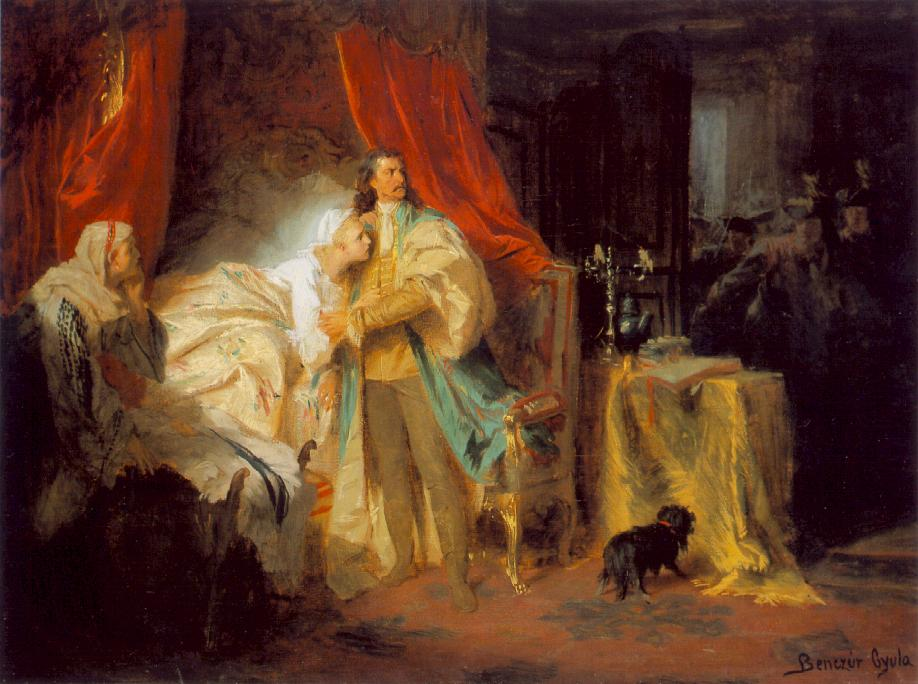
ナジシャーロシュ城で捕えられるラーコーツィ、ベンツズール・ジュラ画、1869年

レオポルト1世の同族のスペイン・ハプスブルク家が断絶の危機に見舞われる一方で、フランス王ルイ14世はオーストリア・ハプスブルク家に対抗すべく同盟者を探していた。オーストリアはフランスの覇権に対抗してイングランド・ネーデルラント連邦共和国と同盟を結びドイツ諸侯の大部分と連携していたが、フランスの同盟者は少なかったからである。
こうしたなか、フランスはラーコーツィと協定を結び、彼がハンガリー独立の大義のために戦いを始める暁には支援を行うと約束した。しかし、オーストリアの密偵は両者の交わした通信文を押さえると皇帝に注進、この協定のためラーコーツィは1700年4月18日に逮捕され、ヴィーナー・ノイシュタットの要塞に収監された。反逆罪での逮捕の場合、かつて同じ容疑で逮捕された母方の祖父ペータル・ズリンスキ（ヴェッシェレーニ陰謀の首謀者）のように、ラーコーツィにも死刑が宣告されることは最初から明らかだった。身重の妻アマーリエと要塞の司令官の手引きでラーコーツィは脱獄、ポーランドへの逃亡に成功した。この地でラーコーツィはベルチェーニと再会し、両者はフランス宮廷との協定を再発効させた。
まもなくスペイン継承戦争が勃発し、ハンガリー王国内に駐留していたオーストリア軍の大部分が同国を離れた。この状況を有利とみて、かつてテケリが率いていたクルツ反乱軍がムンカーチで新たな蜂起を再開し、ラーコーツィはその指導者に推された。ラーコーツィは民族解放戦争に身を投じることを決意し申し出を承諾した。1703年6月15日、ラーコーツィ家の元農奴エセ・タマーシュ（hu）に率いられた3000からなる武装した一団がポーランドのラヴォチュネでラーコーツィの軍団に加わった。ベルチェーニもフランスの援助金を携え、600人のポーランド人傭兵を引き連れて合流した。
ハンガリー貴族の大半は、ラーコーツィの蜂起を農民蜂起に他ならないと考えて支持しなかった。ラーコーツィの蜂起参加の呼びかけは無駄に終わると思われたが、彼はハイドゥク（自由農民戦士）達を自軍に引き込むことに成功した。反乱軍は1703年9月下旬までにはドナウ川の東側と北側に至るハンガリー王国の大部分を支配下においた上、ドゥナーントゥール（現在のハンガリー北西部）の征服に乗り出した。オーストリアは東だけでなくフランスの同盟者バイエルン選帝侯マクシミリアン2世の挙兵により西も危険になり、挟み撃ちの危険性も生じた。
だが、当初苦境に立っていたオーストリア軍は、イングランド軍と共に1704年8月13日、ブレンハイムの戦いでフランス＝バイエルン連合軍に勝利した。これによってオーストリアはスペイン継承戦争で優勢に立った上、フランス＝バイエルン連合軍とラーコーツィ軍の連携を阻むことにも成功、ラーコーツィは軍事的にも経済的にも厳しい状況に追い込まれた。フランスからの支援はだんだん滞るようになる一方で、既に征服している地域に送り込むため、さらなる軍勢が必要になった。加えて、この時点で配下にあった軍勢に武器と食糧を提供するだけの資力が、ラーコーツィには無かった。この問題を解決するためラーコーツィは新しく銅を主体とする貨幣を発行したが、従来ハンガリーの人々が使用していた銀貨ほど広く普及せず、失敗に終わった。それでもラーコーツィはしばらく軍事的優勢を保つことが出来たが、1706年以後は占領した地域から退き始めた。

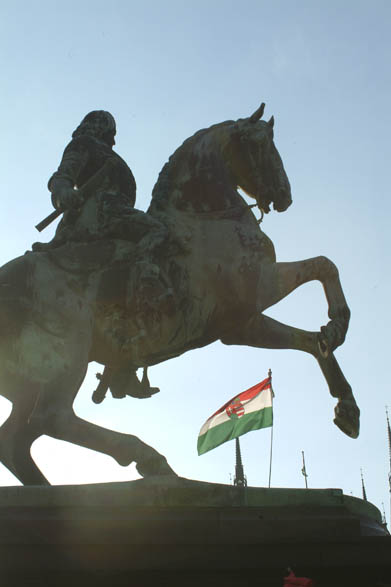
ハンガリー、ブダペストにあるラーコーツィ騎馬像

1705年9月にセーチェーニで開かれたハンガリー議会（6人の司教、36人の上級貴族、25郡から集まった1000人の下級貴族の代表が集まった）で、ラーコーツィは24人の元老院議員の立ち会いのもと、ハンガリー王国の全身分の「統治首長（fejedelem）」に選ばれた。ラーコーツィと元老院は和平交渉を含む外交問題への対応に関して、連帯責任を負うことも取り決めされた。
1705年10月27日、イングランドとオランダの勧告で、クルツ反乱軍の指導者と皇帝ヨーゼフ1世は和平交渉を始めた。両者とも戦況のいかんによって態度を次々に変えた。交渉の中で障害となったのがトランシルヴァニアの主権をめぐる問題だった。両者とも同国の主権を手放す気が無かったのである。ラーコーツィの提案した条約をフランス側が受け入れず先延ばしにしていたため、ラーコーツィは独立宣言さえ出せば、諸国家は自分との交渉に応じてくれるはずだと確信するようになった。ラーコーツィの妻アマーリエ（夫とはもう5年間会っておらず、2人の息子ヨージェフ（hu）とジェルジ（hu）を伴ってやって来た）と姉ユリアナがオーストリア側から和平使節として送られてきたが、ラーコーツィは皇帝の便宜を図ろうとする彼女達の言い分を聞こうとしなかった。
1707年、大北方戦争中のポーランドでは、ラーコーツィをポーランド国王候補に推薦する動きがあった。ラーコーツィはポーランド政界の実力者エルジュビェタ・シェニャフスカ（アダム・ミコワイ・シェニャフスキの妻）に支持されたが、当時スウェーデンによってスタニスワフ・レシチニスキが国王の座に就けられていたため、王位を獲得することは無かった。
ベルチャーニの支持を受けたラーコーツィの勧告により、新たな議会がボルショド郡のオーノドで開催され、議会は1707年6月13日にハプスブルク家をハンガリー王位から排除することを宣言した。しかしこの排除立法も、銅貨発行によるインフレ回避もどちらも成功をもたらすことは無かった。ルイ14世はハンガリー君主を名乗るラーコーツィとの条約締結を拒み、ハンガリー人たちを孤立無援の状態で見捨てた。ハンガリー人にはロシアとの同盟という選択肢しかなかったが、これも実現できるものではなかった。
1708年8月3日のトレンチーンの戦いにおいて、ラーコーツィは乗っていた馬がよろけたため地面に落ち、意識を失った。クルツ反乱軍は彼が死んだと思い、戦場から逃げ去った。この無様な敗退が蜂起の終焉であり、反乱軍の大勢の指導者達が皇帝への忠誠を表明し、皇帝に慈悲を乞うた。ラーコーツィの軍勢はムンカーチとサボルチュ郡周辺の地域まで撤退した。ハプスブルク王家に忠誠を誓えば恩赦を受けられるという、皇帝の全権大使パールフィ・ヤーノシュ（hu）の言葉を信用できないラーコーツィは、1711年2月21日、ポーランドに亡命した。

### 亡命
ラーコーツィが1710年の冬にロシアに外交交渉に赴いていたあいだ、代わりにハンガリー軍総司令官を務めていたカーロイ・シャーンドル（hu）は、パールフィ・ヤーノシュとの和平交渉に素早く応じた。協定により、1万2000人の反乱軍が武器を捨て、軍旗を下ろし、1711年5月1日にサトマール郡のマジテーニ郊外の野原で皇帝に忠誠を誓った。
サトマールの和約はラーコーツィを特に厳しく扱う内容ではなかった。彼は皇帝に忠誠を誓いさえすれば恩赦を受けられた。しかし、ラーコーツィはハプスブルク宮廷の正直さを疑っており、恩赦に甘んじることなくポーランドへの亡命を選択して祖国ハンガリーを離れた。ラーコーツィはサトマールの和約の合法性すら信じていなかった。和約は皇帝ヨーゼフ1世が1711年4月17日に崩御した後に、その全権大使に過ぎないパールフィ・ヤーノシュが結んだものだったからである。
ラーコーツィはロシア皇帝ピョートル1世の支持を受け、再びポーランド国王候補に推挙された。しかしポーランドでは、ピョートル1世によってアウグスト2世が復位していたため、彼はこの申し出を断ったものの、1712年までポーランド国内に留まった。同国では、彼はポーランド上級貴族達から賓客として扱われた。ラーコーツィは「シャーロシュ伯爵」の名前でしばらくダンツィヒ（現在のポーランド領グダニスク）に滞在していた。
ラーコーツィは1712年11月16日にダンツィヒを離れてイングランドに向かったが、同国のアン女王はハプスブルク政府の圧力を受け、彼の入国を禁止した。ラーコーツィはそこで海峡を隔てたフランスに渡り、1713年1月13日、ディエップに上陸した。4月27日、彼は自分がフランスに尽くしてきた過去を思い出してほしい、そしてスペイン継承戦争時に同盟交渉を行ったハンガリーを忘れないでほしいと頼むと記した覚書をルイ14世に手渡した。しかし1713年のユトレヒト条約も、1714年のラシュタット条約も、独立ハンガリーとラーコーツィの事には一切触れていなかった。ラーコーツィの2人の息子は何の処分も下されずにウィーン政府の監視下に置かれていたが、後に父親に合流した。
ラーコーツィはハンガリー君主としてフランスから公式に認められてはいなかったが、フランス宮廷からは大きな支持を得ていた。しかし1715年9月1日にルイ14世が亡くなると、ラーコーツィは未だにハプスブルク帝国と戦争を続けていたオスマン帝国の招聘を受け、トルコに移住することを決めた。彼は1717年9月、40人の従者を伴ってフランスを出国し、翌10月10日にガリポリに到着した。ラーコーツィは同国で名誉をもって迎えられたが、帝国内のキリスト教徒の軍団を率いて対ハプスブルク戦争を援護したいという願いは、トルコ政府からまともに取り合われることは無かった。

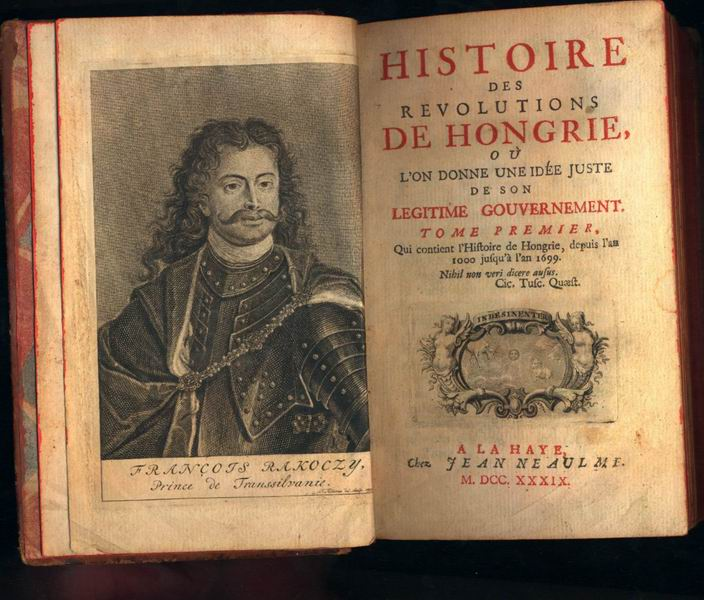
1739年にハーグで出版された、フランス語の書籍『ハンガリーにおける革命の歴史（Histoire des Révolutions de Hongrie）』

オスマン帝国は1718年7月21日、オーストリアとパッサロヴィッツ条約を結んだ。トルコ人は亡命ハンガリー人の引き渡しを拒否できるという条項も盛り込まれていた。2年後、オーストリア大使は亡命者の引き渡しを要求したが、オスマン帝国は名誉に関わるとしてこれを拒んだ。

### 晩年
ラーコーツィは従者を引き連れてテキルダー（ハンガリー語名ロドストー）に身を落ちつけた。テキルダーはマルマラ海沿いの港町で、大規模なハンガリー人居住区が形成されていて、ベルチェーニ、フォルガーチ・シモン伯爵（hu）、エステルハージ・アンタル伯爵（hu）、チャーキ・ミハーイ伯爵（hu）、シブリク・ミクローシュ、ザイ・ジグモンド、ヤーボルカ・アーダーム将軍（hu）を始めとする多くの亡命ハンガリー人がラーコーツィ公と共にテキルダーに移住した。やはりこの地に亡命した随筆家ミケシュ・ケレメンの「私には自分の国を離れる特別な理由などない、ただ公を深く愛しているだけである」という言葉は、亡命者達の気持ちを体現していた。
ラーコーツィはロドストーで死ぬまで18年間暮らし、毎日を規則正しく過ごした。朝早く起き、毎日ミサに参加し、午前中に書き物と読書をし、昼に大工仕事をした。そして時々は息子のジェルジを訪ねた。1733年、ポーランド継承戦争の勃発によって、彼はハンガリーに帰国できる希望を見出したが、望みがかなうことは無かった。1735年4月8日、亡命者のまま59歳でロドストーで亡くなった。
ラーコーツィは1732年10月27日付けの遺言により、家族全員と一緒に亡命してくれた仲間達全員になにがしかのものを遺した。彼はイスタンブールのスルタンとフランス大使にそれぞれ手紙を送り、自分と一緒に亡命してきた者達のことを忘れないで欲しいと嘆願した。彼の内臓はロドストーのギリシア正教教会に埋められたが、心臓のみはフランスに送られた。1735年7月6日、トルコ当局の認可を受け、ラーコーツィの忠誠厚い侍従ミケシュ・ケレメンは、イスタンブールのガラタで、イエズス会のフランス人司祭達が開いていたサン・ブノワ教会に主人の遺骸を埋葬した。同教会内には亡き母ズリーニ・イロナが眠っており、ラーコーツィは母の棺の隣に葬るよう遺言したのだった。
ラーコーツィの遺骸は1906年10月29日、スロヴァキアのコシツェにある聖アルジュベタ聖堂に移された。現在聖堂にはラーコーツィと息子、そして母イロナの遺骸が納められている。

## 遺産
ラーコーツィ・フェレンツ2世は現在でもハンガリーの英雄として讃えられており、ブダペスト市内をはじめ国内のあちこちに銅像が建てられている。また、500フォリント紙幣には彼の肖像が描かれている。
外国との交渉の際、フェレンツは居城のあったトカイ特産の貴腐ワインを手土産として持参した。その美味に驚嘆したルイ14世は「王者のワイン、ワインの王者」と賞賛した。現在でもトカイワインは最上級の貴腐ワインとして名高く、生産地は世界遺産に登録されている。
フェレンツは音楽を愛した。そのうちの一曲が、作曲者も真の題名も忘れられたものの、『ラーコーツィ行進曲』（ラコッツィ行進曲）として伝えられた。フランツ・リスト（「ハンガリー狂詩曲」）、エクトル・ベルリオーズ（「ファウストの劫罰」）、ヨハネス・ブラームスらがこの旋律を引用した曲を作っている。

## 脚註
1. ↑  Ferenc Rákóczi, II prince of Transylvania Encyclopædia Britannica